# Cofradía del Espíritu Santo (Cáceres)
La Pontificia y Real Cofradía del Espíritu Santo, Santísimo Cristo del Humilladero y Nuestra Señora de la Encarnación es una hermandad de la Semana Santa de Cáceres, en España; fundada originalmente en 1493. Su sede canónica se encuentra en la iglesia parroquial del Espíritu Santo, en el barrio Espíritu Santo del distrito Sur.
Realiza su viacrucis penitencial el Sábado de Pasión por la noche con la imagen del Santísimo Cristo de la Preciosa Sangre y procesiona el Jueves Santo por la noche con tres pasos.

## Historia
Antes de la urbanización del sur de la ciudad, la actual iglesia parroquial del Espíritu Santo fue durante siglos una ermita ubicada unos 2 km al sur de la villa de Cáceres, dependiente de la parroquia de San Mateo. Se accedía a ella cruzando el puente de San Francisco y pasando junto a la ermita del Cristo del Humilladero y monasterio de San Francisco el Real, cuyo camino formaba tradicionalmente la salida de la Vía de la Plata hacia el sur. La ermita del Espíritu Santo era la última parada antes de peregrinar al santuario de las cuatro ermitas de la Aldehuela (Santa Ana, Santa Lucía, San Benito y Santa Eulalia).
Su peculiar carácter mudéjar causó fascinación a la historiografía local, que ha debatido durante siglos si fue una ermita de la Orden del Temple o si pudo haber sido una sinagoga o mezquita. La devoción medieval de los parroquianos de San Mateo en esta ermita se formalizó en forma de cofradía el 25 de marzo de 1493. Desde su origen estuvo vinculada a la Semana Santa, pues su función era celebrar una fiesta en esta ermita en honor al Espíritu Santo el Domingo de Resurrección; el resto del año, la ermita funcionaba como hospedería para los peregrinos del Camino de Santiago de la Plata.
La cofradía se disolvió de facto en 1808, cuando las tropas de la Grande Armée saquearon la ermita y la dejaron casi destruida. El obispado no reconoció la disolución de la cofradía por haberse hecho por la fuerza; debido a ello, con motivo de la restauración de la ermita, el obispo Ramón Montero firmó un documento en Coria el 27 de marzo de 1833, por el que se instaba a los feligreses de San Mateo a reclamar un inventario de los bienes de la cofradía para reactivarla. Esta segunda cofradía quedó inactiva a partir de 1848, hasta que fue rehabilitada un siglo después por Manuel Llopis Ivorra, que consiguió que la cofradía volviera a participar en la Semana Santa desde la década de 1950.

## Imaginería de la hermandad

### Santísimo Cristo de la Preciosa Sangre

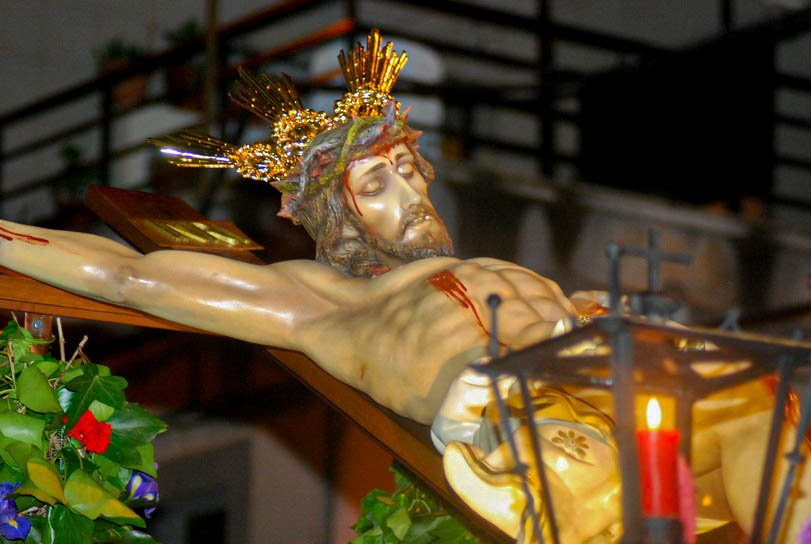
Santísimo Cristo de la Preciosa Sangre

Es un crucificado adquirido por la Cofradía en 1970 a la casa de Imaginería Religiosa Serquella de Olot. Durante un periodo de tiempo, esta imagen tuvo la advocación de Santísimo Cristo del Humilladero, titular de la Hermandad, esto debido a una intensa restauración que debía hacerse pero que la corporación no podía afrontar. La imagen representa a Jesús muerto con la herida en el costado.
En 1999 se decide añadir un nuevo desfile procesional a la Semana Santa de Cáceres, procesionando dicha imagen bajo la advocación de "Preciosa Sangre", rindiendo tributo a la Congregación de los Misioneros de la Preciosísima Sangre, asentados en Cáceres.
Se fija la fecha en la noche del Miércoles Santo. Debido a las dimensiones del paso, este era trasladado desde la iglesia parroquial del Espíritu Santo hasta el templo del Buen Pastor el Viernes de Dolores, traslado que contaba con la Banda de Cornetas y Tambores "Santísimo Cristo del Humilladero".
Es en 2023 cuando la Hermandad decide mover la procesión al Sábado de Pasión, siendo esta la primera procesión oficial de la Semana Santa de Cáceres.

### Señor de la Columna

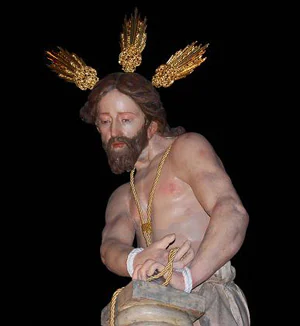
Señor de la Columna, obra de José de Arce

El Señor de la Columna es obra del afamado imaginero José de Arce. Representa la figura de Cristo de pie con el torso girado ligeramente debido a que tiene las manos atadas en la parte superior de la columna. Esta escultura de bulto redondo es la primera versión barroca de un Jesús atado con columna baja realizada en Sevilla. El 22 de junio de 1655 el cacereño Francisco Carrasco firmó un contrato con José de Arce por el que este se comprometía, en el plazo de tres meses, a entregar la imagen policromada y en un cajón para transportarla a Cáceres, importando 133 pesos de plata de a ocho reales cada uno. Arce concibió la columna como un gran balaustre, como habitualmente se interpretaba la columna de la basílica de Santa Práxedes, pues la base de forma ancha original impedía la colocación de Jesús en actitud erguida, obligándole a una postura forzada y excesivamente doblada. La imagen pertenece originalmente a la Cofradía de la Vera Cruz, que la tiene cedida a la Hermandad del Espíritu Santo. Se trata de una de las obras más relevantes de la Semana Santa cacereña gracias a la reputación de su autor y su calidad artística, aunque durante años haya pasado relativamente desapercibida en la ciudad.
En 2015 se añadió al paso un soldado romano tallado en 1988 por José Ovando Merino, el cual procesionó hasta 2022.

### Santísimo Cristo del Humilladero

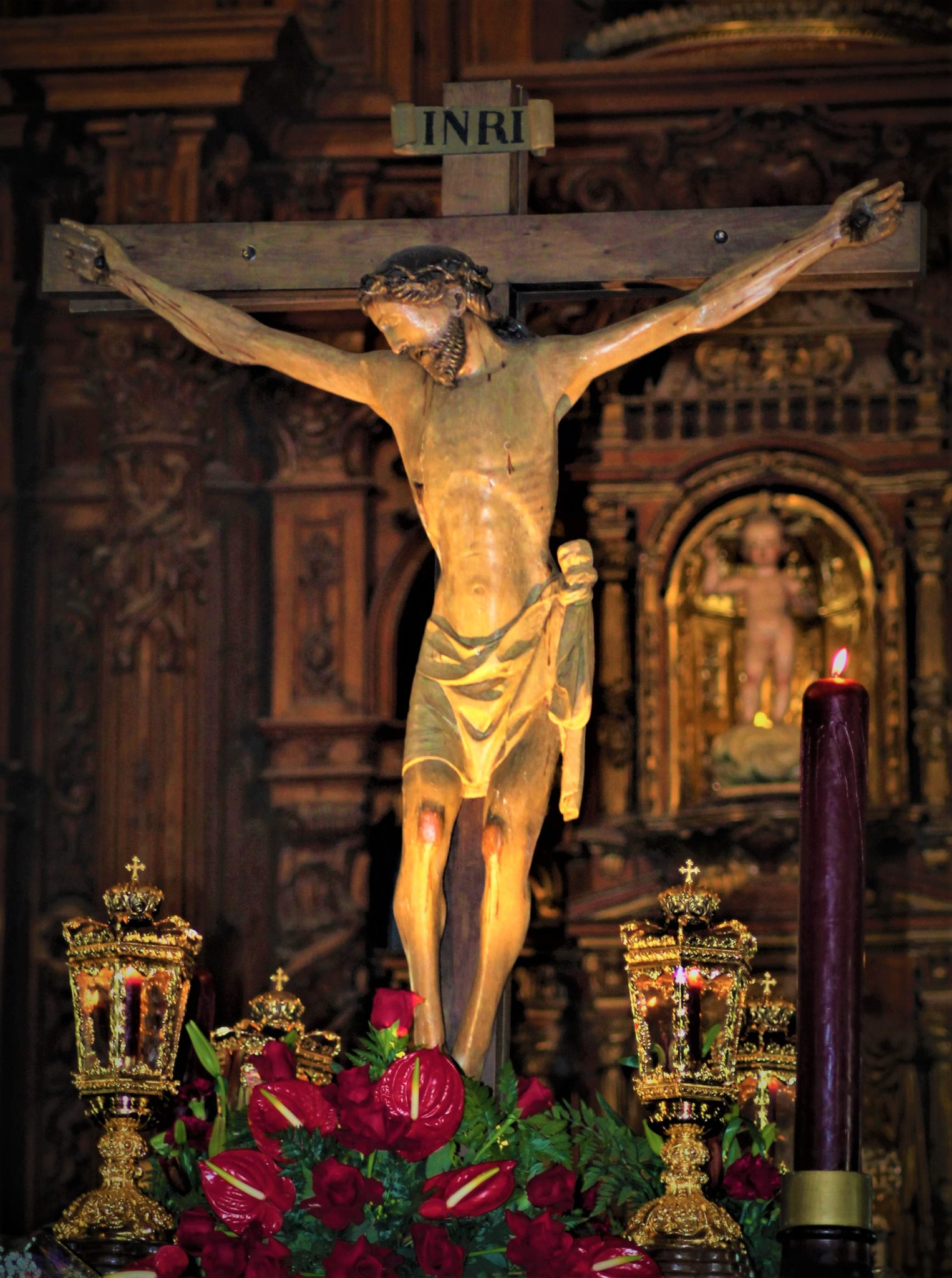
El Santísimo Cristo del Humilladero en una procesión extraordinaria

El Cristo del Humilladero procede de la cercana ermita del Cristo del Humilladero. Perteneció durante siglos a la cofradía de la Vera Cruz, que en esa ermita iniciaba la "Procesión de Sangre" del Jueves Santo, si bien el Cristo en sí no salía de su ermita. El templo fue derribado en 1903 para construir una fábrica de harinas, que en 1986 fue sustituida por los bloques de pisos del residencial San Francisco.
Es una obra de autor anónimo que fue tallada muy a finales del siglo XV o principios del XVI, pues se observan en ella algunos elementos de transición entre el gótico tardío y el arte renacentista. Si, por un lado, persisten rasgos antiguos en la anatomía de la imagen, por otro hay elementos que demuestran una renovación artística, como el perizoma y la serenidad expresiva. Las características técnicas y morfológicas de la talla están ligadas a las intervenciones históricas realizadas. Estas han modificado aspectos originales de la imagen hasta el que presenta en la actualidad. La talla representa a Jesús muerto en la cruz. 

### Nuestra Señora de la Encarnación
Nuestra Señora de la Encarnación es una imagen de candelero de bulto redondo tallada en madera y policromada por Venancio Rubio Criado en 1960 bajo la advocación de "Santísima Virgen María Corredentora", cambiando su título en 2018 por el de "Nuestra Señora de la Encarnación".
En la parte trasera, en la zona tallada más inferior, está la firma del autor y la datación de la obra, hendidas y con color negro: "V. Rubio=1960".
La obra está inspirada en la Dolorosa (1755) del escultor Francisco Salzillo, que sale en procesión cada Viernes Santo en Murcia en la Cofradía de Jesús Nazareno.
Las facciones no están idealizadas, sino que siguen el rostro realista de una mujer, basada en la esposa del escultor. Se muestra con la boca abierta y los labios arqueados hacia abajo. La dolorosa mira al cielo con una expresión de angustia y dolor, sus ojos de cristal son recorridos por lágrimas realizadas en pasta de madera.
La peana de orfebrería repujada y plateada tiene el monograma de "Ave María" y fue estrenada en 2024. Luce para su procesión un manto bordado en hilo de oro sobre terciopelo granate por Asunción Silos, Dolores Landecho y Eduarda Romero, hermanas de la cofradía, en el año 1960. En 2024 para la Magna Mariana con motivo del centenario de coronación canónica de la Virgen de la Montaña, Patrona de Cáceres, estrenó nuevo manto de salida de fondo granate con brocado en laminado de oro realizado por el propio taller de costura de la Hermandad, además en la misma fecha se estrenó la crestería del paso. 
En la antigüedad procesionó bajo un palio sencillo. La Virgen ha portado nimbos, aros de estrellas, diademas y, recientemente, coincidiendo con el cambio de advocación en 2018, se le impuso una corona real dorada.

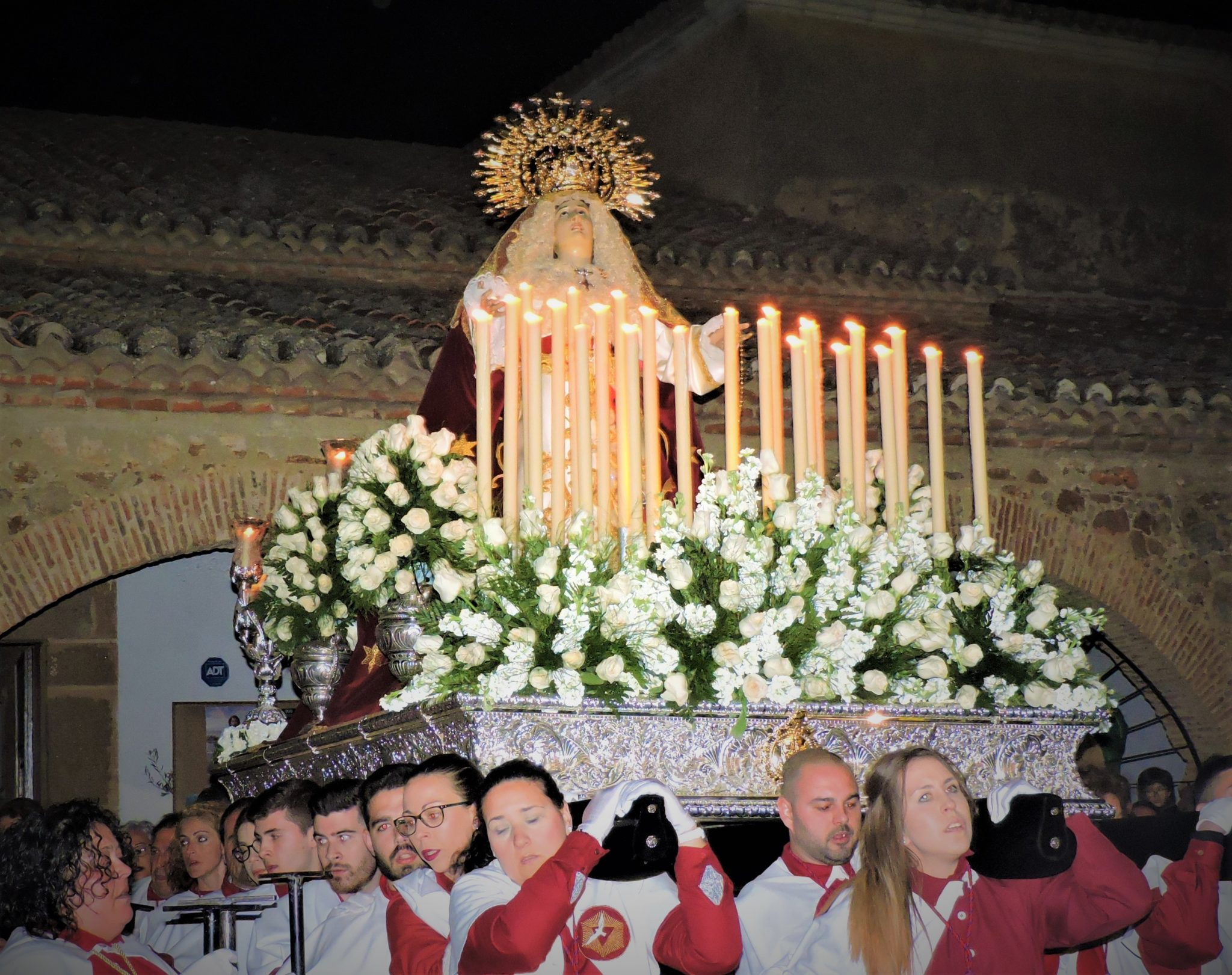
Nuestra Señora de la Encarnación el Jueves Santo de 2023

## Procesiones
La Cofradía realiza dos procesiones, una de ellas el Sábado de Pasión y la otra en la noche del Jueves Santo.

#### Hábito
Hábito para el Sábado de Pasión:
Hermanos de escolta: Túnica granate, capuchón de color púrpura sin capirote con el escudo de la Cofradía, cíngulo y guantes blancos, zapatos negros y medalla de la Hermandad.
Hermanos de carga: Túnica granate, capuchón de color púrpura sin capirote con el escudo de la Cofradía, cíngulo y guantes blancos, zapatos negros y medalla de la Hermandad.
Hábito para el Jueves Santo:
Hermanos de escolta: Túnica y capuchón con capirote granates, capa blanca con el escudo de la Cofradía, cíngulo y guantes blancos, zapatos negros y medalla de la Hermandad.
Hermanos de carga: Túnica granate, capelina blanca con el escudo de la Cofradía, cíngulo y guantes blancos, zapatos negros y medalla de la Hermandad.

### Viacrucis Penitencial del Espíritu Santo
Es la primera procesión de la Semana Santa de Cáceres y consiste en el rezo de un viacrucis acompañado de la Banda de la Cofradía. El cortejo sale desde la iglesia del Buen Pastor y recorre las calles de su barrio hasta la sede canónica, la iglesia parroquial del Espíritu Santo. Originalmente esta procesión era el Miércoles Santo, pero fue trasladada en 2023 al Sábado de Pasión.
Desde 2024 el Santísimo Cristo de la Preciosa Sangre procesiona de forma vertical.

#### Pasos
- Santísimo Cristo de la Preciosa Sangre.

#### Itinerario
Iglesia del Buen Pastor, Costa Rica, Colombia, El Salvador, Bolivia, Nicaragua, Ecuador, Colombia, La Roche Sur Yon e iglesia parroquial del Espíritu Santo

#### Acompañamiento musical
Banda de Cornetas y Tambores “Santísimo Cristo del Humilladero” en el paso del Santísimo Cristo de la Preciosa Sangre.

### Procesión del Espíritu Santo o del Humilladero
En la noche del Jueves Santo, en pleno barrio del Espíritu Santo, la Cofradía realiza su segunda procesión, la principal, pues en ella salen sus titulares. Recorre las calles del barrio evangelizándolas con sus tres imágenes. La procesión, que data de 1953, ha cambiado varias veces de recorrido. Tanto en sus primeras ediciones como de forma excepcional en 1990 el cortejo discurrió por el casco antiguo de Cáceres, aunque lo habitual es que estas imágenes solo puedan verse en las calles de su barrio o en los llamados Santo Entierro Magno que organiza la Cofradía de la Soledad.

#### Pasos
- Señor de la Columna.
- Santísimo Cristo del Humilladero.
- Nuestra Señora de la Encarnación.

#### Itinerario
Iglesia parroquial del Espíritu Santo, La Roche Sur Yon, Colombia, Bolivia, El Salvador, Cuba, Colombia, La Roche Sur Yon e iglesia parroquial del Espíritu Santo

#### Acompañamiento musical
- Banda Infantil de Cornetas y Tambores "Espíritu Santo" en la cruz de guía.
- Banda de Cornetas y Tambores “Santísimo Cristo del Humilladero” en el paso del Santísimo Cristo del Humilladero.

## Secciones musicales
La Cofradía cuenta con tres secciones musicales: una banda de cornetas y tambores adulta, una banda infantil y un coro. La primera comenzó a inicios de 1986 y la segunda está formada íntegramente por niños y jóvenes hasta los 16 años y fue fundada en 2016, año en el que también nació el coro.

#### Banda de Cornetas y Tambores "Santísimo Cristo del Humilladero"
Tras varios intentos de formar una banda en el seno de la Cofradía, un grupo de jóvenes arriesgados procedentes del Grupo de Majorettes "Barriadas Unidas", grupo que había tocado en la Cofradía entre los años 1984-1985, conforman oficialmente la Banda de Cornetas y Tambores "Santísimo Cristo del Humilladero", titular de la Cofradía, en 1986 con la disolución del mencionado Grupo de Majorettes. 

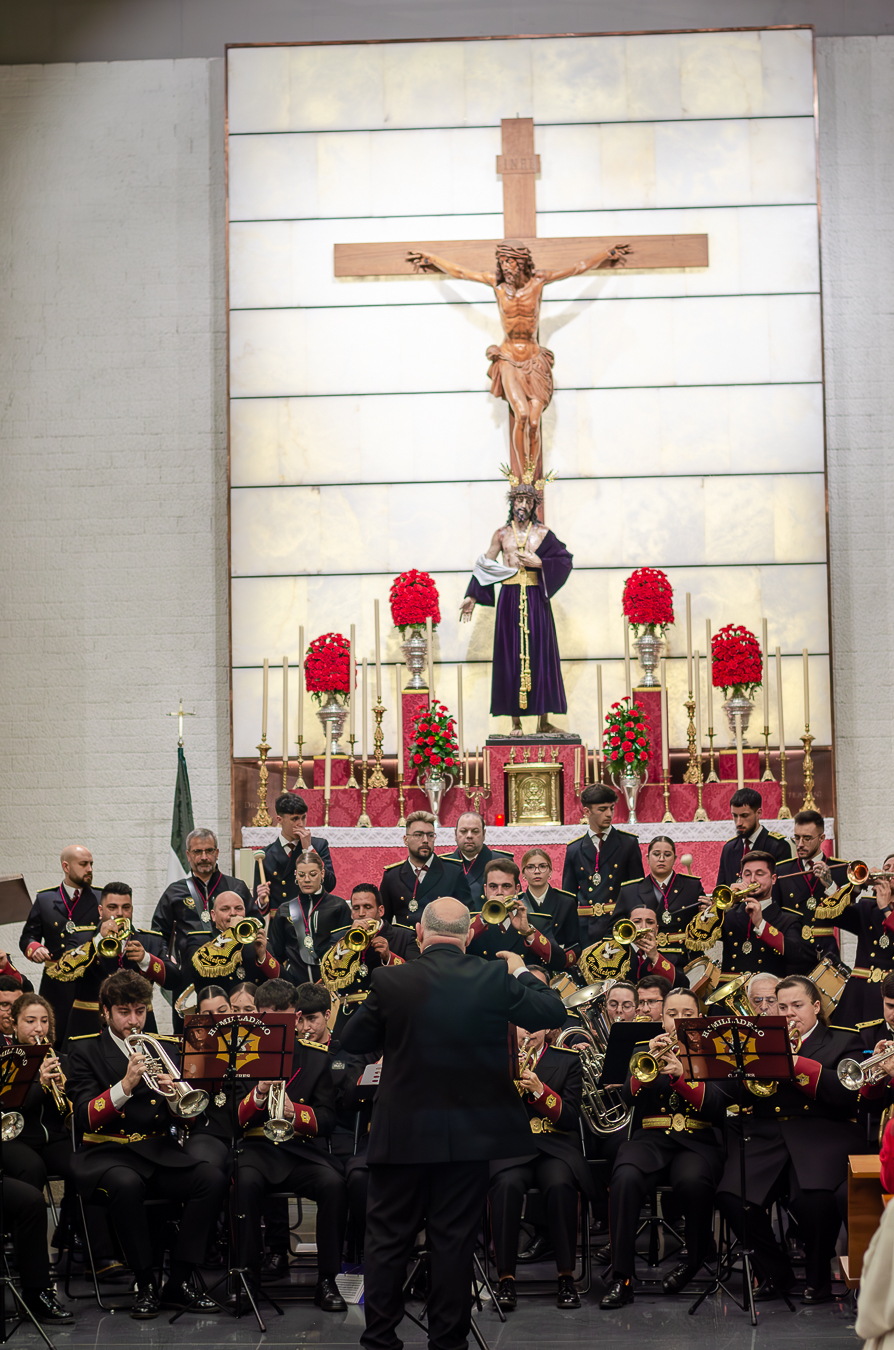
La Banda de Cornetas y Tambores "Santísimo Cristo del Humilladero" en su concierto anual a la Hermandad de Jesús Despojado

Luce en sus inicios túnica roja con verduguillo blanco y medalla de la Cofradía (el verduguillo pasaba a ser negro en la procesión oficial del Santo Entierro). Posteriormente añadirían capirote al verduguillo y una larga capa blanca. Desde sus inicios pone música a las procesiones de varias cofradías de la ciudad. Las de Jesús Nazareno, del Cristo de las Batallas, de Jesús de la Expiración, de la Soledad, de la  Vera Cruz, del Cristo del Amor, de Jesús Despojado o del  Cristo del Humilladero (su hermandad) son algunas de las cofradías que cuentan o han contado con la música procesional de esta Banda.
En 2004 da el primer cambio, empezando por su uniformidad, que pasa a ser un uniforme de gala compuesto por un pantalón azul marino con galón dorado, guerrera granate con doble botonadura, gala dorada, gorra de plato, medalla de la Cofradía y zapatos negros. Cambia también las cornetas de pistones por las de llave. 
En 2011 llega su segundo gran cambio e inician la etapa con un director musical, Daniel López Martín, hasta 2016, que rearmoniza todas las marchas y añade un buen número de marchas propias al conjunto. A él, en 2016, le sustituyen Álvaro J. Rufino Álvarez y Antonio J. Tienda Cárdenas.
En 2017, y tras su XXX aniversario, estrenan uniforme nuevo inspirado en la Armada Española.
Desde 2021 la dirección musical está compuesta por Israel Jiménez Chozas y David Moya Díaz.
La Banda toca en la gran mayoría de los cortejos procesionales de Cáceres y ha sido reconocida como hermana de honor de la Cofradía del Cristo de las Batallas y del Cristo del Amor, además de habérsele concedido el título de Cofrade de Honor de la Semana Santa de Cáceres por la Unión de Cofradías Penitenciales de la ciudad. La Banda ha participado en multitud de actos, entre ellos el desfile de San Jorge o la Procesión de Bajada de la Virgen de la Montaña.
En la actualidad cuenta con 95 componentes que, desde septiembre hasta mayo, trabajan arduamente en mejorar e interpretar marchas de grandes compositores y grandes formaciones andaluzas.

#### Banda Infantil de Cornetas y Tambores "Espíritu Santo"
Se funda el 16 de mayo de 2016 como una formación infantil de cornetas y tambores con el objetivo de ser cantera para la banda adulta. Toman por nombre el titular más importante de la Cofradía, el Espíritu Santo.
Viste uniforme compuesto de pantalón negro, camisa blanca, jersey granate con el escudo de la formación bordado, medalla de la cofradía y zapatos oscuros.
Cuenta la formación con varios instructores musicales para viento y percusión, con los que la Banda adapta y crea nuevas marchas que interpreta en algunas de las procesiones de la Semana Santa o actos en los que interviene. Una de sus procesiones más importantes fue la del Domingo de Resurrección de 2024, en la que, por primera vez, desfilaban tras una imagen titular, Jesús Resucitado, pues siempre lo habían hecho en cruz de guía.
Participan en los múltiples actos del Grupo Joven de la Cofradía, como el Cartero Real, o en la Procesión del Santo Niño Jesús de la Congregación, en diciembre.

#### Coro
Creado el 25 de octubre de 2016, se dedica a la preparación e interpretación de cantos para las eucaristías principales de la Hermandad y participa en misas y actos organizados por parroquias, cofradías e instituciones. En su repertorio encontramos cantos litúrgicos, populares, villancicos y la misa extremeña completa.

## Patrimonio musical
La Hermandad goza de un buen patrimonio musical en forma de himnos o marchas propias de sus bandas de cornetas y tambores.
- A tus pies, Madre Corredentora - Compuesta por Antonio Amodeo Ojeda (2010).
- Santísimo Cristo del Humilladero - Compuesta por Daniel López Martín (2011).
- Madre Corredentora - Compuesta por Daniel López Martín (2011).
- Espíritu Santo - Compuesta por José María Conejo Rubio (2013).
- Amarrado a tu barrio - Compuesta por Daniel López Martín (2013).
- Fue derramada por nosotros - Compuesta por Daniel López Martín (2013).
- Acción de Gracias - Compuesta por Daniel López Martín (2016).
- Saeta Cacereña - Compuesta por Daniel López Martín (2016).
- Caminando juntos - Compuesta por David Moya Díaz (2018).
- Encarnación - Compuesta por Álvaro Jesús Rufino Álvarez (2020).
- Humilladero - Compuesta por David Moya Díaz (2022).
- Campanilleros Cacereños - Compuesta por David Moya Díaz (2022).
- Preciosa Sangre - Compuesta por David Moya Díaz (2023).
- Nuestro Cireneo - Compuesta por David Moya Díaz (2024).

En cuanto a himnos, tiene dos composiciones, uno dedicado al Santísimo Cristo del Humilladero y compuesto por el sacerdote Florentino Escribano Ruiz en el año 2018 y otro dedicado a Nuestra Señora de la Encarnación compuesto por el mismo en 2022.

## Celebraciones y cultos
La Cofradía realiza múltiples actos en honor a sus titulares, algunos con la implicación directa de su Grupo Joven. Pueden destacarse los siguientes:
- Cartero Real: Es una de las actividades que organiza la Cofradía con su Grupo Joven desde 2015, Se establece en los primeros días del año, donde el cartero recorre la ciudad con sus pajes, la Banda Infantil de la Cofradía y multitud de personajes de animación para llevar las cartas a SSMM los Reyes Magos de Oriente. Desde 2017, el Cartero Real visita la planta de hospitalización del Servicio de Pediatría y el Servicio de Urgencias del Hospital San Pedro de Alcántara de Cáceres y en 2023 visita también las residencias de mayores de la ciudad.
- Solemne Culto al Señor de la Columna: Coincide con el último fin de semana de enero, en torno a la festividad de san Juan Bosco y está organizado por el Grupo Joven. El domingo tiene lugar un besacordón tras la Eucaristía.
- Recital de Marchas y Saetas "Santísimo Cristo del Humilladero": Se celebra el tercer viernes de Cuaresma y participan varios saeteros y bailaores, además de las bandas de la Cofradía.
- Eucaristía General de Hermanos: Tiene lugar el tercer domingo de Cuaresma y se produce la imposición de medallas a los nuevos cofrades, así como la toma de posesión de la Junta de Gobierno cuando corresponde.
- Solemne Triduo al Santísimo Cristo del Humilladero: Se celebra desde el último miércoles de Cuaresma hasta el Viernes de Dolores. Al final el Triduo comienza el Solemne Besapié a la imagen.
- Solemne Besapié al Santísimo Cristo del Humilladero: Se realiza el Viernes de Dolores, el Sábado de Pasión y el Domingo de Ramos. Es una fecha muy importante para la Cofradía, que lleva celebrándolo más de 50 años.
- Cruz de Mayo: Se realiza el primer sábado del mes de mayo. En este acto participan las dos bandas de la Cofradía.
- Solemne Eucaristía de Pentecostés: Como titular desde su fundación en 1493, es el culto más antiguo de la Cofradía. Aunque en los diferentes siglos se organizaba un triduo con varias misas, en la actualidad consiste en la celebración de una eucaristía el Domingo de Pentecostés en la iglesia parroquial del Espíritu Santo. El acto se organiza en comunión con la Parroquia del Espíritu Santo y todos sus grupos apostólicos. Es culto de precepto para la corporación y, estatutariamente, Cofiesta Principal de la Cofradía.
- Fiesta Principal de la Cofradía: Coincidiendo con el 14 de septiembre, festividad de la Exaltación de la Cruz, la Cofradía celebra una Eucaristía, procesión y posterior romería con la imagen titular del Santísimo Santísimo Cristo del Humilladero. Cuando el 14 de septiembre no coincide en domingo se traslada al más próximo. Desde 2018 el barrio se involucra tanto con su Cristo que se incluye el sábado en la festividad y la celebración de este día previo recibe el nombre de "Fiestas en honor al Santísimo Cristo del Humilladero".
- Solemne Quinario a Nuestra Señora de la Encarnación: Ha experimentado varias modificaciones a lo largo de los años, pero en 2022 se establece que se celebrará en la semana de la Solemnidad de la Inmaculada Concepción. La imagen es expuesta en Devoto Besamanos el último día del Quinario.